# Liste der Nummer-eins-Hits in Belgien (2020)
Dies ist eine Liste der Nummer-eins-Hits in Belgien im Jahr 2020. Für die niederländischsprachigen Landesteile (Flandern) und die französischsprachigen Landesteile (Wallonie) werden getrennte Charts ermittelt. Veröffentlicht werden die Charts von Ultratop, das auf Initiative der Belgian Entertainment Association (BEA), der Vereinigung der Musik-, Film- und Spieleindustrie des Landes, entstanden ist.

## Flandern

### Singles
| ← 2019 ← | Liste der Nummer-eins-Hits in Belgien (Flandern) | Liste der Nummer-eins-Hits in Belgien (Flandern) | Liste der Nummer-eins-Hits in Belgien (Flandern) | 2021 →                    |
| \| Zeitraum \| Wo. ges. \| Interpret \| Titel Autor(en) \| Zusätzliche Informationen \| \| (Zeitraum, Wochen auf Platz eins, Interpret, Titel, Autor[en], zusätzliche Informationen) \| \| \| \| \| \| ----------------------------------------------------------------------------------------- \| -------- \| ------------------------------------------ \| ---------------------------------------------------------------------------------------------------------------------------------------------------------------------------------- \| ------------------------- \| \| 28. September 2019 – 24. Januar 2020 17 Wochen \| 17 \| Tones and I \| Dance Monkey Toni Watson \| – \| \| 25. Januar 2020 – 1. Mai 2020 14 Wochen (insgesamt 17) \| 17 \| The Weeknd \| Blinding Lights Ahmad Balshe, Oscar Thomas Holter, Martin Karl Sandberg, Jason Matthew Quenneville, Abel Tesfaye \| – \| \| 2. Mai 2020 – 15. Mai 2020 2 Wochen (insgesamt 9) \| 9 \| Regi feat. Jake Reese & OT \| Kom wat dichterbij Musik: Willem Claes, Gunther Reinhart Thomas; Text: Alain Robert Anna Vande Putte \| – \| \| 16. Mai 2020 – 22. Mai 2020 1 Woche (insgesamt 17) \| 17 \| The Weeknd \| Blinding Lights Ahmad Balshe, Oscar Thomas Holter, Martin Karl Sandberg, Jason Matthew Quenneville, Abel Tesfaye \| – \| \| 23. Mai 2020 – 29. Mai 2020 1 Woche (insgesamt 9) \| 9 \| Regi feat. Jake Reese & OT \| Kom wat dichterbij Musik: Willem Claes, Gunther Reinhart Thomas; Text: Alain Robert Anna Vande Putte \| – \| \| 30. Mai 2020 – 12. Juni 2020 2 Wochen (insgesamt 17) \| 17 \| The Weeknd \| Blinding Lights Ahmad Balshe, Oscar Thomas Holter, Martin Karl Sandberg, Jason Matthew Quenneville, Abel Tesfaye \| – \| \| 13. Juni 2020 – 24. Juli 2020 6 Wochen (insgesamt 9) \| 9 \| Regi feat. Jake Reese & OT \| Kom wat dichterbij Musik: Willem Claes, Gunther Reinhart Thomas; Text: Alain Robert Anna Vande Putte \| – \| \| 25. Juli 2020 – 21. August 2020 4 Wochen \| 4 \| Jawsh 685 & Jason Derulo \| Savage Love (Laxed – Siren Beat) Jacob Kasher Hindlin, Jason Joel Desrouleaux, Philippe Henri Greiss, Joshua Christian Nanai \| – \| \| 22. August 2020 – 30. Oktober 2020 10 Wochen \| 10 \| Master KG feat. Burna Boy & Nomcebo Zikode \| Jerusalema (Remix) Kgaogelo Moagi, Nomcebo Nothule Nkwanyana, Damini Ebunoluwa Ogulu \| – \| \| 31. Oktober 2020 – 13. November 2020 2 Wochen (insgesamt 3) \| 3 \| Joel Corry feat. MNEK \| Head & Heart Joe Louis Corry, Neave Applebaum, Lewis Daniel Thompson, Uzoechi Osisioma Emenike, Kashif Siddiqui, Jonathan Courtidis, Daniel Lee Dare, Robert Michael Nelson Harvey \| – \| \| 14. November 2020 – 27. November 2020 2 Wochen (insgesamt 8) \| 8 \| Dua Lipa feat. Angèle \| Fever Dua Lipa, Caroline Ailin, Angèle Aimée J. Van Laeken, Jacob Kasher Hindlin, Ian Eric Kirkpatrick, Julia Michaels \| – \| \| 28. November 2020 – 4. Dezember 2020 1 Woche (insgesamt 3) \| 3 \| Joel Corry feat. MNEK \| Head & Heart Joe Louis Corry, Neave Applebaum, Lewis Daniel Thompson, Uzoechi Osisioma Emenike, Kashif Siddiqui, Jonathan Courtidis, Daniel Lee Dare, Robert Michael Nelson Harvey \| – \| \| 5. Dezember 2020 – 1. Januar 2021 4 Wochen (insgesamt 8) \| 8 \| Dua Lipa feat. Angèle \| Fever Dua Lipa, Caroline Ailin, Angèle Aimée J. Van Laeken, Jacob Kasher Hindlin, Ian Eric Kirkpatrick, Julia Michaels \| – \| |                                                  |                                                  | |                           |
| ← 2019 |                                                  |                                                  | | → 2021 →                  |
| Zeitraum | Wo. ges.                                         | Interpret                                        | Titel Autor(en) | Zusätzliche Informationen |
| (Zeitraum, Wochen auf Platz eins, Interpret, Titel, Autor[en], zusätzliche Informationen) |                                                  |                                                  | |                           |
| 28. September 2019 – 24. Januar 2020 17 Wochen | 17                                               | Tones and I                                      | Dance Monkey Toni Watson | –                         |
| 25. Januar 2020 – 1. Mai 2020 14 Wochen (insgesamt 17) | 17                                               | The Weeknd                                       | Blinding Lights Ahmad Balshe, Oscar Thomas Holter, Martin Karl Sandberg, Jason Matthew Quenneville, Abel Tesfaye                                                                   | –                         |
| 2. Mai 2020 – 15. Mai 2020 2 Wochen (insgesamt 9) | 9                                                | Regi feat. Jake Reese & OT                       | Kom wat dichterbij Musik: Willem Claes, Gunther Reinhart Thomas; Text: Alain Robert Anna Vande Putte                                                                               | –                         |
| 16. Mai 2020 – 22. Mai 2020 1 Woche (insgesamt 17) | 17                                               | The Weeknd                                       | Blinding Lights Ahmad Balshe, Oscar Thomas Holter, Martin Karl Sandberg, Jason Matthew Quenneville, Abel Tesfaye                                                                   | –                         |
| 23. Mai 2020 – 29. Mai 2020 1 Woche (insgesamt 9) | 9                                                | Regi feat. Jake Reese & OT                       | Kom wat dichterbij Musik: Willem Claes, Gunther Reinhart Thomas; Text: Alain Robert Anna Vande Putte                                                                               | –                         |
| 30. Mai 2020 – 12. Juni 2020 2 Wochen (insgesamt 17) | 17                                               | The Weeknd                                       | Blinding Lights Ahmad Balshe, Oscar Thomas Holter, Martin Karl Sandberg, Jason Matthew Quenneville, Abel Tesfaye                                                                   | –                         |
| 13. Juni 2020 – 24. Juli 2020 6 Wochen (insgesamt 9) | 9                                                | Regi feat. Jake Reese & OT                       | Kom wat dichterbij Musik: Willem Claes, Gunther Reinhart Thomas; Text: Alain Robert Anna Vande Putte                                                                               | –                         |
| 25. Juli 2020 – 21. August 2020 4 Wochen | 4                                                | Jawsh 685 & Jason Derulo                         | Savage Love (Laxed – Siren Beat) Jacob Kasher Hindlin, Jason Joel Desrouleaux, Philippe Henri Greiss, Joshua Christian Nanai                                                       | –                         |
| 22. August 2020 – 30. Oktober 2020 10 Wochen | 10                                               | Master KG feat. Burna Boy & Nomcebo Zikode       | Jerusalema (Remix) Kgaogelo Moagi, Nomcebo Nothule Nkwanyana, Damini Ebunoluwa Ogulu                                                                                               | –                         |
| 31. Oktober 2020 – 13. November 2020 2 Wochen (insgesamt 3) | 3                                                | Joel Corry feat. MNEK                            | Head & Heart Joe Louis Corry, Neave Applebaum, Lewis Daniel Thompson, Uzoechi Osisioma Emenike, Kashif Siddiqui, Jonathan Courtidis, Daniel Lee Dare, Robert Michael Nelson Harvey | –                         |
| 14. November 2020 – 27. November 2020 2 Wochen (insgesamt 8) | 8                                                | Dua Lipa feat. Angèle                            | Fever Dua Lipa, Caroline Ailin, Angèle Aimée J. Van Laeken, Jacob Kasher Hindlin, Ian Eric Kirkpatrick, Julia Michaels                                                             | –                         |
| 28. November 2020 – 4. Dezember 2020 1 Woche (insgesamt 3) | 3                                                | Joel Corry feat. MNEK                            | Head & Heart Joe Louis Corry, Neave Applebaum, Lewis Daniel Thompson, Uzoechi Osisioma Emenike, Kashif Siddiqui, Jonathan Courtidis, Daniel Lee Dare, Robert Michael Nelson Harvey | –                         |
| 5. Dezember 2020 – 1. Januar 2021 4 Wochen (insgesamt 8) | 8                                                | Dua Lipa feat. Angèle                            | Fever Dua Lipa, Caroline Ailin, Angèle Aimée J. Van Laeken, Jacob Kasher Hindlin, Ian Eric Kirkpatrick, Julia Michaels                                                             | –                         |

### Alben
| ← 2019 ← | Liste der Nummer-eins-Hits in Belgien (Flandern) | Liste der Nummer-eins-Hits in Belgien (Flandern) | Liste der Nummer-eins-Hits in Belgien (Flandern) | 2021 →                    |
| \| Zeitraum \| Wo. ges. \| Interpret \| Titel \| Zusätzliche Informationen \| \| (Zeitraum, Wochen auf Platz eins, Interpret, Titel, zusätzliche Informationen) \| \| \| \| \| \| ------------------------------------------------------------------------------ \| -------- \| ---------------------------------- \| ------------------------- \| ------------------------- \| \| 21. Dezember 2019 – 17. Januar 2020 4 Wochen (insgesamt 9) \| 9 \| Niels Destadsbader \| Boven de wolken \| – \| \| 18. Januar 2020 – 24. Januar 2020 1 Woche \| 1 \| Selena Gomez \| Rare \| – \| \| 25. Januar 2020 – 31. Januar 2020 1 Woche (insgesamt 2) \| 2 \| Eminem \| Music to Be Murdered By \| – \| \| 1. Februar 2020 – 7. Februar 2020 1 Woche \| 1 \| Eefje de Visser \| Bitterzoet \| – \| \| 8. Februar 2020 – 14. Februar 2020 1 Woche (insgesamt 2) \| 2 \| Eminem \| Music to Be Murdered By \| – \| \| 15. Februar 2020 – 21. Februar 2020 1 Woche \| 1 \| Angèle \| Brol \| – \| \| 22. Februar 2020 – 28. Februar 2020 1 Woche (insgesamt 9) \| 9 \| Niels Destadsbader \| Boven de wolken \| – \| \| 29. Februar 2020 – 13. März 2020 2 Wochen \| 2 \| BTS \| Map of the Soul: 7 \| – \| \| 14. März 2020 – 20. März 2020 1 Woche (insgesamt 9) \| 9 \| Niels Destadsbader \| Boven de wolken \| – \| \| 21. März 2020 – 27. März 2020 1 Woche (insgesamt 7) \| 7 \| #LikeMe Cast \| #LikeMe – Seizoen 2 \| – \| \| 28. März 2020 – 3. April 2020 1 Woche \| 1 \| The Weeknd \| After Hours \| – \| \| 4. April 2020 – 8. Mai 2020 5 Wochen (insgesamt 7) \| 7 \| #LikeMe Cast \| #LikeMe – Seizoen 2 \| – \| \| 9. Mai 2020 – 15. Mai 2020 1 Woche \| 1 \| Cleymans & Van Geel \| Cleymans & Van Geel \| – \| \| 16. April 2020 – 22. Mai 2020 5 Wochen (insgesamt 7) \| 7 \| #LikeMe Cast \| #LikeMe – Seizoen 2 \| – \| \| 23. Mai 2020 – 31. Juli 2020 10 Wochen \| 10 \| (Verschiedene Interpreten) \| Liefde voor muziek (2020) \| – \| \| 1. August 2020 – 7. August 2020 1 Woche \| 1 \| Taylor Swift \| Folklore \| – \| \| 8. August 2020 – 4. September 2020 4 Wochen (insgesamt 6) \| 6 \| Will Tura \| Tura 80 \| – \| \| 5. September 2020 – 11. September 2020 1 Woche \| 1 \| Metallica & San Francisco Symphony \| S&M 2 \| – \| \| 12. September 2020 – 25. September 2020 2 Wochen (insgesamt 6) \| 6 \| Will Tura \| Tura 80 \| – \| \| 26. September 2020 – 23. Oktober 2020 4 Wochen (insgesamt 8) \| 8 \| André Hazes junior \| Thuis \| – \| \| 24. Oktober 2020 – 30. Oktober 2020 1 Woche \| 1 \| Matt Berninger \| Serpentine Prison \| – \| \| 31. Oktober 2020 – 20. November 2020 3 Wochen \| 3 \| Bruce Springsteen \| Letter to You \| – \| \| 21. November 2020 – 11. Dezember 2020 3 Wochen \| 3 \| K3 \| Dans van de farao \| – \| \| 12. Dezember 2020 – 8. Januar 2021 4 Wochen (insgesamt 8) \| 8 \| André Hazes junior \| Thuis \| – \| |                                                  |                                                  |                                                  |                           |
| ← 2019 |                                                  |                                                  |                                                  | → 2021 →                  |
| Zeitraum | Wo. ges.                                         | Interpret                                        | Titel                                            | Zusätzliche Informationen |
| (Zeitraum, Wochen auf Platz eins, Interpret, Titel, zusätzliche Informationen) |                                                  |                                                  |                                                  |                           |
| 21. Dezember 2019 – 17. Januar 2020 4 Wochen (insgesamt 9) | 9                                                | Niels Destadsbader                               | Boven de wolken                                  | –                         |
| 18. Januar 2020 – 24. Januar 2020 1 Woche | 1                                                | Selena Gomez                                     | Rare                                             | –                         |
| 25. Januar 2020 – 31. Januar 2020 1 Woche (insgesamt 2) | 2                                                | Eminem                                           | Music to Be Murdered By                          | –                         |
| 1. Februar 2020 – 7. Februar 2020 1 Woche | 1                                                | Eefje de Visser                                  | Bitterzoet                                       | –                         |
| 8. Februar 2020 – 14. Februar 2020 1 Woche (insgesamt 2) | 2                                                | Eminem                                           | Music to Be Murdered By                          | –                         |
| 15. Februar 2020 – 21. Februar 2020 1 Woche | 1                                                | Angèle                                           | Brol                                             | –                         |
| 22. Februar 2020 – 28. Februar 2020 1 Woche (insgesamt 9) | 9                                                | Niels Destadsbader                               | Boven de wolken                                  | –                         |
| 29. Februar 2020 – 13. März 2020 2 Wochen | 2                                                | BTS                                              | Map of the Soul: 7                               | –                         |
| 14. März 2020 – 20. März 2020 1 Woche (insgesamt 9) | 9                                                | Niels Destadsbader                               | Boven de wolken                                  | –                         |
| 21. März 2020 – 27. März 2020 1 Woche (insgesamt 7) | 7                                                | #LikeMe Cast                                     | #LikeMe – Seizoen 2                              | –                         |
| 28. März 2020 – 3. April 2020 1 Woche | 1                                                | The Weeknd                                       | After Hours                                      | –                         |
| 4. April 2020 – 8. Mai 2020 5 Wochen (insgesamt 7) | 7                                                | #LikeMe Cast                                     | #LikeMe – Seizoen 2                              | –                         |
| 9. Mai 2020 – 15. Mai 2020 1 Woche | 1                                                | Cleymans & Van Geel                              | Cleymans & Van Geel                              | –                         |
| 16. April 2020 – 22. Mai 2020 5 Wochen (insgesamt 7) | 7                                                | #LikeMe Cast                                     | #LikeMe – Seizoen 2                              | –                         |
| 23. Mai 2020 – 31. Juli 2020 10 Wochen | 10                                               | (Verschiedene Interpreten)                       | Liefde voor muziek (2020)                        | –                         |
| 1. August 2020 – 7. August 2020 1 Woche | 1                                                | Taylor Swift                                     | Folklore                                         | –                         |
| 8. August 2020 – 4. September 2020 4 Wochen (insgesamt 6) | 6                                                | Will Tura                                        | Tura 80                                          | –                         |
| 5. September 2020 – 11. September 2020 1 Woche | 1                                                | Metallica & San Francisco Symphony               | S&M 2                                            | –                         |
| 12. September 2020 – 25. September 2020 2 Wochen (insgesamt 6) | 6                                                | Will Tura                                        | Tura 80                                          | –                         |
| 26. September 2020 – 23. Oktober 2020 4 Wochen (insgesamt 8) | 8                                                | André Hazes junior                               | Thuis                                            | –                         |
| 24. Oktober 2020 – 30. Oktober 2020 1 Woche | 1                                                | Matt Berninger                                   | Serpentine Prison                                | –                         |
| 31. Oktober 2020 – 20. November 2020 3 Wochen | 3                                                | Bruce Springsteen                                | Letter to You                                    | –                         |
| 21. November 2020 – 11. Dezember 2020 3 Wochen | 3                                                | K3                                               | Dans van de farao                                | –                         |
| 12. Dezember 2020 – 8. Januar 2021 4 Wochen (insgesamt 8) | 8                                                | André Hazes junior                               | Thuis                                            | –                         |

## Wallonie

### Singles
| ← 2019 ← | Liste der Nummer-eins-Hits in Belgien (Wallonie) | Liste der Nummer-eins-Hits in Belgien (Wallonie) | Liste der Nummer-eins-Hits in Belgien (Wallonie) | 2021 →                    |
| \| Zeitraum \| Wo. ges. \| Interpret \| Titel Autor(en) \| Zusätzliche Informationen \| \| (Zeitraum, Wochen auf Platz eins, Interpret, Titel, Autor[en], zusätzliche Informationen) \| \| \| \| \| \| ----------------------------------------------------------------------------------------- \| -------- \| ------------------------------------------ \| ----------------------------------------------------------------------------------------------------------------------------------------------------------------------------------------------------------------------------------- \| ------------------------- \| \| 5. Oktober 2019 – 31. Januar 2020 17 Wochen \| 17 \| Tones and I \| Dance Monkey Toni Watson \| – \| \| 1. Februar 2020 – 20. März 2020 7 Wochen (insgesamt 12) \| 12 \| The Weeknd \| Blinding Lights Ahmad Balshe, Oscar Thomas Holter, Martin Karl Sandberg, Jason Matthew Quenneville, Abel Tesfaye \| – \| \| 21. März 2020 – 27. März 2020 1 Woche \| 1 \| Ninho \| Lettre à une femme Musik: Maxime Lucas Brugel, Heezy Lee; Text: William Levi Nzobazola \| – \| \| 28. März 2020 – 1. Mai 2020 5 Wochen (insgesamt 12) \| 12 \| The Weeknd \| Blinding Lights Ahmad Balshe, Oscar Thomas Holter, Martin Karl Sandberg, Jason Matthew Quenneville, Abel Tesfaye \| – \| \| 2. Mai 2020 – 22. Mai 2020 3 Wochen \| 3 \| Saint Jhn \| Roses (Imanbek Remix) Steven Gregory Drozd, Michael Lee Ivins, Wayne Michael Coyne, Carlos St. John Phillips, Lee Stashenko \| – \| \| 23. Mai 2020 – 5. Juni 2020 2 Wochen \| 2 \| Nea \| Some Say Musik: Henrik Meinke, Jonas Kalisch, Alexsej Vlasenko, Jeremy Chacon, Vincent Kottkamp, Gianfranco Randone, Maurizio Lobina; Text: Massimo Gabutti, Bryn Louie Christopher, Linnea Anna Södahl, Maurizio Lobina \| – \| \| 6. Juni 2020 – 19. Juni 2020 2 Wochen \| 2 \| Topic feat. A7S \| Breaking Me Molly Irvine, René Müller, Tobias Topic, Alexander Michael Tidebrink Stomberg \| – \| \| 20. Juni 2020 – 10. Juli 2020 3 Wochen \| 3 \| Bosh \| Djomb Mounir Maarouf, Blaise Batisse, N’Gongo Sombi \| – \| \| 11. Juli 2020 – 14. August 2020 5 Wochen \| 5 \| The Weeknd \| In Your Eyes Martin Karl Sandberg, Abel Tesfaye, Ahmad Balshe, Oscar Thomas Holter \| – \| \| 15. August 2020 – 21. August 2020 1 Woche \| 1 \| Black Eyed Peas, Ozuna & J Rey Soul \| Mamacita William Adams, Patrick Raymond Leonard, Juan Carlos Ozuna Rosado, Madonna Louise Ciccone, Bruce R. Gaitsch, Yonatan Goldstein, Jaime Luis Gomez, Alexis Gotay, Allan Apll Pineda, Rebeca Mauleon \| – \| \| 22. August 2020 – 25. September 2020 5 Wochen (insgesamt 10) \| 10 \| Master KG feat. Burna Boy & Nomcebo Zikode \| Jerusalema (Remix) Kgaogelo Moagi, Nomcebo Nothule Nkwanyana, Damini Ebunoluwa Ogulu \| – \| \| 26. September 2020 – 2. Oktober 2020 1 Woche \| 1 \| Damso feat. Hamza \| BXL Zoo Musik: Kevin Knuansambu Miahum Ba Bwanha, Petar Paunkovic, Cem Ozan Aktas, Amir Boudouhi, Paco del Rosse, Benjamin Costecalde, Aurélien Akira Anatole Hamm, Pierre Edouard Lefebure; Text: William Kalubi, Hamza Al-Farissi \| – \| \| 3. Oktober 2020 – 6. November 2020 5 Wochen (insgesamt 10) \| 10 \| Master KG feat. Burna Boy & Nomcebo Zikode \| Jerusalema (Remix) Kgaogelo Moagi, Nomcebo Nothule Nkwanyana, Damini Ebunoluwa Ogulu \| – \| \| 7. November 2020 – 5. März 2021 17 Wochen \| 17 \| Dua Lipa feat. Angèle \| Fever Dua Lipa, Caroline Ailin, Angèle Aimée J. Van Laeken, Jacob Kasher Hindlin, Ian Eric Kirkpatrick, Julia Michaels \| – \| |                                                  |                                                  | |                           |
| ← 2019 |                                                  |                                                  | | → 2021 →                  |
| Zeitraum | Wo. ges.                                         | Interpret                                        | Titel Autor(en) | Zusätzliche Informationen |
| (Zeitraum, Wochen auf Platz eins, Interpret, Titel, Autor[en], zusätzliche Informationen) |                                                  |                                                  | |                           |
| 5. Oktober 2019 – 31. Januar 2020 17 Wochen | 17                                               | Tones and I                                      | Dance Monkey Toni Watson | –                         |
| 1. Februar 2020 – 20. März 2020 7 Wochen (insgesamt 12) | 12                                               | The Weeknd                                       | Blinding Lights Ahmad Balshe, Oscar Thomas Holter, Martin Karl Sandberg, Jason Matthew Quenneville, Abel Tesfaye | –                         |
| 21. März 2020 – 27. März 2020 1 Woche | 1                                                | Ninho                                            | Lettre à une femme Musik: Maxime Lucas Brugel, Heezy Lee; Text: William Levi Nzobazola | –                         |
| 28. März 2020 – 1. Mai 2020 5 Wochen (insgesamt 12) | 12                                               | The Weeknd                                       | Blinding Lights Ahmad Balshe, Oscar Thomas Holter, Martin Karl Sandberg, Jason Matthew Quenneville, Abel Tesfaye | –                         |
| 2. Mai 2020 – 22. Mai 2020 3 Wochen | 3                                                | Saint Jhn                                        | Roses (Imanbek Remix) Steven Gregory Drozd, Michael Lee Ivins, Wayne Michael Coyne, Carlos St. John Phillips, Lee Stashenko | –                         |
| 23. Mai 2020 – 5. Juni 2020 2 Wochen | 2                                                | Nea                                              | Some Say Musik: Henrik Meinke, Jonas Kalisch, Alexsej Vlasenko, Jeremy Chacon, Vincent Kottkamp, Gianfranco Randone, Maurizio Lobina; Text: Massimo Gabutti, Bryn Louie Christopher, Linnea Anna Södahl, Maurizio Lobina            | –                         |
| 6. Juni 2020 – 19. Juni 2020 2 Wochen | 2                                                | Topic feat. A7S                                  | Breaking Me Molly Irvine, René Müller, Tobias Topic, Alexander Michael Tidebrink Stomberg | –                         |
| 20. Juni 2020 – 10. Juli 2020 3 Wochen | 3                                                | Bosh                                             | Djomb Mounir Maarouf, Blaise Batisse, N’Gongo Sombi | –                         |
| 11. Juli 2020 – 14. August 2020 5 Wochen | 5                                                | The Weeknd                                       | In Your Eyes Martin Karl Sandberg, Abel Tesfaye, Ahmad Balshe, Oscar Thomas Holter | –                         |
| 15. August 2020 – 21. August 2020 1 Woche | 1                                                | Black Eyed Peas, Ozuna & J Rey Soul              | Mamacita William Adams, Patrick Raymond Leonard, Juan Carlos Ozuna Rosado, Madonna Louise Ciccone, Bruce R. Gaitsch, Yonatan Goldstein, Jaime Luis Gomez, Alexis Gotay, Allan Apll Pineda, Rebeca Mauleon                           | –                         |
| 22. August 2020 – 25. September 2020 5 Wochen (insgesamt 10) | 10                                               | Master KG feat. Burna Boy & Nomcebo Zikode       | Jerusalema (Remix) Kgaogelo Moagi, Nomcebo Nothule Nkwanyana, Damini Ebunoluwa Ogulu | –                         |
| 26. September 2020 – 2. Oktober 2020 1 Woche | 1                                                | Damso feat. Hamza                                | BXL Zoo Musik: Kevin Knuansambu Miahum Ba Bwanha, Petar Paunkovic, Cem Ozan Aktas, Amir Boudouhi, Paco del Rosse, Benjamin Costecalde, Aurélien Akira Anatole Hamm, Pierre Edouard Lefebure; Text: William Kalubi, Hamza Al-Farissi | –                         |
| 3. Oktober 2020 – 6. November 2020 5 Wochen (insgesamt 10) | 10                                               | Master KG feat. Burna Boy & Nomcebo Zikode       | Jerusalema (Remix) Kgaogelo Moagi, Nomcebo Nothule Nkwanyana, Damini Ebunoluwa Ogulu | –                         |
| 7. November 2020 – 5. März 2021 17 Wochen | 17                                               | Dua Lipa feat. Angèle                            | Fever Dua Lipa, Caroline Ailin, Angèle Aimée J. Van Laeken, Jacob Kasher Hindlin, Ian Eric Kirkpatrick, Julia Michaels | –                         |

### Alben
| ← 2019 ← | Liste der Nummer-eins-Hits in Belgien (Wallonie) | Liste der Nummer-eins-Hits in Belgien (Wallonie) | Liste der Nummer-eins-Hits in Belgien (Wallonie) | 2021 →                    |
| \| Zeitraum \| Wo. ges. \| Interpret \| Titel \| Zusätzliche Informationen \| \| (Zeitraum, Wochen auf Platz eins, Interpret, Titel, zusätzliche Informationen) \| \| \| \| \| \| ------------------------------------------------------------------------------ \| -------- \| -------------------- \| -------------------------------------------- \| ------------------------- \| \| 14. Dezember 2019 – 17. Januar 2020 5 Wochen (insgesamt 28) \| 28 \| Angèle \| Brol \| – \| \| 18. Januar 2020 – 24. Januar 2020 1 Woche (insgesamt 10) \| 10 \| Vitaa & Slimane \| VersuS \| – \| \| 25. Januar 2020 – 7. Februar 2020 2 Wochen \| 2 \| Typh Barrow \| Aloha \| – \| \| 8. Februar 2020 – 14. Februar 2020 1 Woche \| 1 \| Mister V \| MVP \| – \| \| 15. Februar 2020 – 13. März 2020 4 Wochen (insgesamt 10) \| 10 \| Vitaa & Slimane \| VersuS \| – \| \| 14. März 2020 – 20. März 2020 1 Woche \| 1 \| Les Enfoirés \| Les Enfoirés – 2020: Le Pari(s) des Enfoirés \| – \| \| 21. März 2020 – 17. April 2020 4 Wochen (insgesamt 4) \| 4 \| Ninho \| M.I.L.S 3.0 \| – \| \| 18. April 2020 – 24. April 2020 1 Woche \| 1 \| Caballero & JeanJass \| High & fines herbes \| – \| \| 25. April 2020 – 1. Mai 2020 1 Woche (insgesamt 4) \| 4 \| Ninho \| M.I.L.S 3.0 \| – \| \| 2. Mai 2020 – 8. Mai 2020 1 Woche \| 1 \| Roméo Elvis \| Maison \| – \| \| 9. Mai 2020 – 5. Juni 2020 4 Wochen (insgesamt 28) \| 28 \| Angèle \| Brol \| – \| \| 6. Juni 2020 – 26. Juni 2020 3 Wochen \| 3 \| Loïc Nottet \| Sillygomania \| – \| \| 27. Juni 2020 – 3. Juli 2020 1 Woche \| 1 \| Jul \| La machine \| – \| \| 4. Juli 2020 – 10. Juli 2020 1 Woche \| 1 \| Benjamin Biolay \| Grand Prix \| – \| \| 11. Juli 2020 – 17. Juli 2020 1 Woche \| 1 \| Rk \| Neverland \| – \| \| 18. Juli 2020 – 24. Juli 2020 1 Woche \| 1 \| Gambi \| La vie est belle \| – \| \| 25. Juli 2020 – 7. August 2020 2 Wochen \| 2 \| Maes \| Les derniers salopards \| – \| \| 8. August 2020 – 14. August 2020 1 Woche (insgesamt 28) \| 28 \| Angèle \| Brol \| – \| \| 15. August 2020 – 21. August 2020 1 Woche \| 1 \| Deep Purple \| Whoosh! \| – \| \| 22. August 2020 – 4. September 2020 2 Wochen (insgesamt 28) \| 28 \| Angèle \| Brol \| – \| \| 5. September 2020 – 11. September 2020 1 Woche (insgesamt 7) \| 7 \| Indochine \| Singles Collection (2001–2021) \| – \| \| 12. September 2020 – 18. September 2020 1 Woche \| 1 \| Julien Doré \| Aimée \| – \| \| 19. September 2020 – 25. September 2020 1 Woche \| 1 \| Grand Corps Malade \| Mesdames \| – \| \| 26. September 2020 – 9. Oktober 2020 2 Wochen (insgesamt 5) \| 5 \| Damso \| QALF \| – \| \| 10. Oktober 2020 – 16. Oktober 2020 1 Woche \| 1 \| Patrick Fiori \| Un air de famille \| – \| \| 17. Oktober 2020 – 23. Oktober 2020 1 Woche \| 1 \| Kendji Girac \| Mi vida \| – \| \| 24. Oktober 2020 – 30. Oktober 2020 1 Woche (insgesamt 3) \| 3 \| Francis Cabrel \| À l’aube revenant \| – \| \| 31. Oktober 2020 – 6. November 2020 1 Woche \| 1 \| Johnny Hallyday \| Son rêve américain \| – \| \| 7. November 2020 – 20. November 2020 2 Wochen (insgesamt 3) \| 3 \| Francis Cabrel \| À l’aube revenant \| – \| \| 21. November 2020 – 27. November 2020 1 Woche (insgesamt 2) \| 2 \| AC/DC \| Power Up \| – \| \| 28. November 2020 – 4. Dezember 2020 1 Woche \| 1 \| BTS \| Be \| – \| \| 5. Dezember 2020 – 11. Dezember 2020 1 Woche (insgesamt 2) \| 2 \| AC/DC \| Power Up \| – \| \| 12. Dezember 2020 – 18. Dezember 2020 1 Woche \| 1 \| Calogero \| Centreville \| – \| \| 19. Dezember 2020 – 15. Januar 2021 4 Wochen (insgesamt 7) \| 7 \| Indochine \| Singles Collection (1981–2001) \| – \| |                                                  |                                                  |                                                  |                           |
| ← 2019 |                                                  |                                                  |                                                  | → 2021 →                  |
| Zeitraum | Wo. ges.                                         | Interpret                                        | Titel                                            | Zusätzliche Informationen |
| (Zeitraum, Wochen auf Platz eins, Interpret, Titel, zusätzliche Informationen) |                                                  |                                                  |                                                  |                           |
| 14. Dezember 2019 – 17. Januar 2020 5 Wochen (insgesamt 28) | 28                                               | Angèle                                           | Brol                                             | –                         |
| 18. Januar 2020 – 24. Januar 2020 1 Woche (insgesamt 10) | 10                                               | Vitaa & Slimane                                  | VersuS                                           | –                         |
| 25. Januar 2020 – 7. Februar 2020 2 Wochen | 2                                                | Typh Barrow                                      | Aloha                                            | –                         |
| 8. Februar 2020 – 14. Februar 2020 1 Woche | 1                                                | Mister V                                         | MVP                                              | –                         |
| 15. Februar 2020 – 13. März 2020 4 Wochen (insgesamt 10) | 10                                               | Vitaa & Slimane                                  | VersuS                                           | –                         |
| 14. März 2020 – 20. März 2020 1 Woche | 1                                                | Les Enfoirés                                     | Les Enfoirés – 2020: Le Pari(s) des Enfoirés     | –                         |
| 21. März 2020 – 17. April 2020 4 Wochen (insgesamt 4) | 4                                                | Ninho                                            | M.I.L.S 3.0                                      | –                         |
| 18. April 2020 – 24. April 2020 1 Woche | 1                                                | Caballero & JeanJass                             | High & fines herbes                              | –                         |
| 25. April 2020 – 1. Mai 2020 1 Woche (insgesamt 4) | 4                                                | Ninho                                            | M.I.L.S 3.0                                      | –                         |
| 2. Mai 2020 – 8. Mai 2020 1 Woche | 1                                                | Roméo Elvis                                      | Maison                                           | –                         |
| 9. Mai 2020 – 5. Juni 2020 4 Wochen (insgesamt 28) | 28                                               | Angèle                                           | Brol                                             | –                         |
| 6. Juni 2020 – 26. Juni 2020 3 Wochen | 3                                                | Loïc Nottet                                      | Sillygomania                                     | –                         |
| 27. Juni 2020 – 3. Juli 2020 1 Woche | 1                                                | Jul                                              | La machine                                       | –                         |
| 4. Juli 2020 – 10. Juli 2020 1 Woche | 1                                                | Benjamin Biolay                                  | Grand Prix                                       | –                         |
| 11. Juli 2020 – 17. Juli 2020 1 Woche | 1                                                | Rk                                               | Neverland                                        | –                         |
| 18. Juli 2020 – 24. Juli 2020 1 Woche | 1                                                | Gambi                                            | La vie est belle                                 | –                         |
| 25. Juli 2020 – 7. August 2020 2 Wochen | 2                                                | Maes                                             | Les derniers salopards                           | –                         |
| 8. August 2020 – 14. August 2020 1 Woche (insgesamt 28) | 28                                               | Angèle                                           | Brol                                             | –                         |
| 15. August 2020 – 21. August 2020 1 Woche | 1                                                | Deep Purple                                      | Whoosh!                                          | –                         |
| 22. August 2020 – 4. September 2020 2 Wochen (insgesamt 28) | 28                                               | Angèle                                           | Brol                                             | –                         |
| 5. September 2020 – 11. September 2020 1 Woche (insgesamt 7) | 7                                                | Indochine                                        | Singles Collection (2001–2021)                   | –                         |
| 12. September 2020 – 18. September 2020 1 Woche | 1                                                | Julien Doré                                      | Aimée                                            | –                         |
| 19. September 2020 – 25. September 2020 1 Woche | 1                                                | Grand Corps Malade                               | Mesdames                                         | –                         |
| 26. September 2020 – 9. Oktober 2020 2 Wochen (insgesamt 5) | 5                                                | Damso                                            | QALF                                             | –                         |
| 10. Oktober 2020 – 16. Oktober 2020 1 Woche | 1                                                | Patrick Fiori                                    | Un air de famille                                | –                         |
| 17. Oktober 2020 – 23. Oktober 2020 1 Woche | 1                                                | Kendji Girac                                     | Mi vida                                          | –                         |
| 24. Oktober 2020 – 30. Oktober 2020 1 Woche (insgesamt 3) | 3                                                | Francis Cabrel                                   | À l’aube revenant                                | –                         |
| 31. Oktober 2020 – 6. November 2020 1 Woche | 1                                                | Johnny Hallyday                                  | Son rêve américain                               | –                         |
| 7. November 2020 – 20. November 2020 2 Wochen (insgesamt 3) | 3                                                | Francis Cabrel                                   | À l’aube revenant                                | –                         |
| 21. November 2020 – 27. November 2020 1 Woche (insgesamt 2) | 2                                                | AC/DC                                            | Power Up                                         | –                         |
| 28. November 2020 – 4. Dezember 2020 1 Woche | 1                                                | BTS                                              | Be                                               | –                         |
| 5. Dezember 2020 – 11. Dezember 2020 1 Woche (insgesamt 2) | 2                                                | AC/DC                                            | Power Up                                         | –                         |
| 12. Dezember 2020 – 18. Dezember 2020 1 Woche | 1                                                | Calogero                                         | Centreville                                      | –                         |
| 19. Dezember 2020 – 15. Januar 2021 4 Wochen (insgesamt 7) | 7                                                | Indochine                                        | Singles Collection (1981–2001)                   | –                         |